# ستی دوم
ستی دوم (به یونانی: ستوس دوم) پنجمین فرمانروای دودمان نوزدهم مصر بود که از ۱۲۰۳ تا ۱۱۹۷ پیش از میلاد پادشاهی می‌کرد. نام پادشاهی او اوسِرخِپِرورَع سِتِپِنرَع به معنای «نیرومند است تجسم‌های رع، برگزیده شده از سوی رع» است. او پسر مرنپتاه و ایزتنوفرت دوم است. ستی دوم در هنگام پادشاهی ناچار بود با مسائل گوناگونی درگیر شود که از آن جمله مبارزه با پادشاهی رقیب با نام آمنمسس – که به گمانی برادر ناتنی او بوده‌است – بود که کنترل تبس و نوبه در مصر علیا را در سال‌های دوم تا چهارم پادشاهی‌اش به دست گرفته بود.